# Världsmästerskapet i innebandy för herrar 2002
Världsmästerskapet i innebandy för herrar 2002 var det fjärde världsmästerskapet i innebandy arrangerat av IFF. Det spelades i Helsingfors i Finland mellan den 18 och 25 maj 2002.
Totalt deltog 24 länder i VM-slutspelet 2004. De sju bästa från innebandy-VM 2000 plus segraren i B-divisionen 2000 spelade i A-divisionen 2002. Resterande 16 länder spelade i B-divisionen 2002 som bestod av fyra grupper med fyra lag i varje.
Sverige vann VM-finalen över Finland med 6-4, Schweiz erövrade bronset i matchen om tredje pris efter en 4-3-seger mot Tjeckien efter förlängning.
Inget lag åkte ur A-divisionen detta VM, eftersom A-divisionen utökades med två lag från och med VM 2004, varför alla åtta länder gick till slutspel. Ryssland och Österrike avancerade från B-divisionen.

## Slutställning

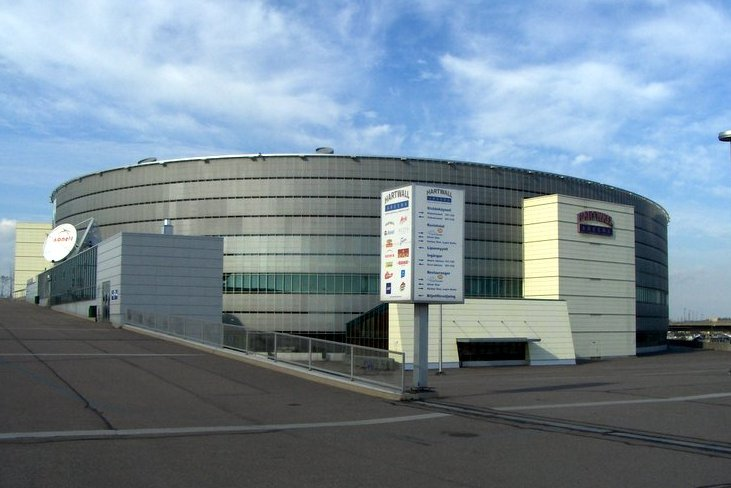
Matcharenan Hartwall Arena i Helsingfors

| A-VM 2002 | A-VM 2002 |
| --------- | --------- |
| Guld      | Sverige   |
| Silver    | Finland   |
| Brons     | Schweiz   |
| 4.        | Tjeckien  |
| 5.        | Norge     |
| 6.        | Danmark   |
| 7.        | Lettland  |
| 8.        | Tyskland  |

| B-VM 2002 | B-VM 2002 |
| --------- | --------- |
| 9.        | Ryssland  |
| 10.       | Österrike |
| 11.       | Italien   |
| 12.       | Estland   |
| 13.       | Polen     |
| 14.       | USA       |
| 15.       | Ungern    |
| 16.       | Slovenien |

| 17. | Australien     |
| 18. | Storbritannien |
| 19. | Nederländerna  |
| 20. | Singapore      |
| 21. | Japan          |
| 22. | Spanien        |
| 23. | Belgien        |
| 24. | Malaysia       |

## A-divisionen

### Förklaring till tabellen
Förklaringar till tabellerna:
- SP = Spelade matcher
- V = Vinster
- O = Oavgjorda
- F = Förluster
- GM = Gjorda mål
- IM = Insläppta mål
- Pts = Poäng
- MSK = Målskillnad

## Gruppspel

### Grupp A
| Lag      | SP | V | O | F | GM | IM | Pts | MSK |
| -------- | -- | - | - | - | -- | -- | --- | --- |
| Sverige  | 3  | 3 | 0 | 0 | 46 | 3  | 6   | +43 |
| Norge    | 3  | 2 | 0 | 1 | 13 | 17 | 4   | -4  |
| Danmark  | 3  | 1 | 0 | 2 | 8  | 20 | 2   | -12 |
| Tyskland | 3  | 0 | 0 | 3 | 4  | 31 | 0   | -27 |

| 18 maj 2002 | Sverige - Danmark  | 15 - 2 |
| 19 maj 2002 | Danmark - Tyskland | 5 - 0  |
| 19 maj 2002 | Norge - Sverige    | 0 - 13 |
| 20 maj 2002 | Norge - Danmark    | 5 - 1  |
| 20 maj 2002 | Sverige - Tyskland | 18 - 1 |
| 21 maj 2002 | Norge - Tyskland   | 8 - 3  |

### Grupp B
| Lag                                                                              | SP | V | O | F | GM | IM | Pts | MSK |
| -------------------------------------------------------------------------------- | -- | - | - | - | -- | -- | --- | --- |
| Finland                                                                          | 3  | 2 | 0 | 1 | 19 | 5  | 4   | +14 |
| Tjeckien                                                                         | 3  | 2 | 0 | 1 | 14 | 10 | 4   | +4  |
| Schweiz                                                                          | 3  | 2 | 0 | 1 | 16 | 12 | 4   | +4  |
| Lettland                                                                         | 3  | 0 | 0 | 3 | 5  | 27 | 0   | -22 |
| När tre lag hamnar på samma poäng avgörs placeringarna genom de inbördes mötena. |    |   |   |   |    |    |     |     |

| 18 maj 2002 | Finland - Schweiz   | 4 - 1  |
| 19 maj 2002 | Finland - Tjeckien  | 3 - 4  |
| 19 maj 2002 | Schweiz - Lettland  | 9 - 4  |
| 20 maj 2002 | Schweiz - Tjeckien  | 6 - 4  |
| 20 maj 2002 | Lettland - Finland  | 0 - 12 |
| 21 maj 2002 | Tjeckien - Lettland | 6 - 1  |

## Slutspelet

### Kvartsfinaler
| Datum       | Kvartsfinal 1      | Resultat |
| ----------- | ------------------ | -------- |
| 22 maj 2002 | Finland - Tyskland | 7 - 1    |

| Datum       | Kvartsfinal 2   | Resultat |
| ----------- | --------------- | -------- |
| 22 maj 2002 | Norge - Schweiz | 2 - 3    |

| Datum       | Kvartsfinal 3      | Resultat |
| ----------- | ------------------ | -------- |
| 23 maj 2002 | Sverige - Lettland | 16 - 0   |

| Datum       | Kvartsfinal 4      | Resultat   |
| ----------- | ------------------ | ---------- |
| 23 maj 2002 | Tjeckien - Danmark | 5 - 4 (SD) |

### Semifinaler
| Datum       | Semifinal 1        | Resultat |
| ----------- | ------------------ | -------- |
| 24 maj 2002 | Sverige - Tjeckien | 7 - 1    |

| Datum       | Semifinal 2       | Resultat |
| ----------- | ----------------- | -------- |
| 24 maj 2002 | Finland - Schweiz | 5 - 1    |

### Bronsmatch
| Datum       | Bronsmatch         | Resultat   |
| ----------- | ------------------ | ---------- |
| 25 maj 2002 | Tjeckien - Schweiz | 3 - 4 (SD) |

### Final
| Datum       | VM-FINAL          | Resultat |
| ----------- | ----------------- | -------- |
| 25 maj 2002 | Sverige - Finland | 6 - 4    |

| Världsmästare: Sverige (fjärde titeln) |

## Placeringsmatcher

### Spel om 5:e - 8:e plats
| Datum       | Spel om plats 5-8 | Resultat |
| ----------- | ----------------- | -------- |
| 23 maj 2002 | Norge - Tyskland  | 8 - 2    |

| Datum       | Spel om plats 5-8  | Resultat |
| ----------- | ------------------ | -------- |
| 24 maj 2002 | Lettland - Danmark | 1 - 4    |

### Match om 7:e plats
| Datum       | Match om 7:e plats  | Resultat   |
| ----------- | ------------------- | ---------- |
| 25 maj 2002 | Tyskland - Lettland | 5 - 6 (SD) |

### Match om 5:e plats
| Datum       | Match om 5:e plats | Resultat |
| ----------- | ------------------ | -------- |
| 24 maj 2002 | Norge - Danmark    | 6 - 1    |

## B-divisionen

### Grupp A
| Lag       | SP | V | O | F | GM | IM | Pts | MSK |
| --------- | -- | - | - | - | -- | -- | --- | --- |
| Ryssland  | 3  | 3 | 0 | 0 | 43 | 2  | 6   | +41 |
| Ungern    | 3  | 2 | 0 | 1 | 21 | 12 | 4   | +9  |
| Singapore | 3  | 1 | 0 | 2 | 4  | 17 | 2   | -13 |
| Malaysia  | 3  | 0 | 0 | 3 | 4  | 41 | 0   | -37 |

### Grupp B
| Lag | SP | V | O | F | GM | IM | Pts | MSK |
| --- | -- | - | - | - | -- | -- | --- | --- |
| Österrike                                                                                                | 3  | 3 | 0 | 0 | 19 | 1  | 6   | +18 |
| USA | 3  | 1 | 1 | 1 | 13 | 10 | 3   | +3  |
| Australien                                                                                               | 3  | 1 | 1 | 1 | 12 | 10 | 3   | +2  |
| Belgien                                                                                                  | 3  | 0 | 0 | 3 | 5  | 28 | 0   | -23 |
| I första hand avgör inbördes möte placering när två lag hamnar på samma poäng, i andra hand målskillnad. |    |   |   |   |    |    |     |     |

### Grupp C
| Lag                                                               | SP | V | O | F | GM | IM | Pts | MSK |
| ----------------------------------------------------------------- | -- | - | - | - | -- | -- | --- | --- |
| Estland                                                           | 3  | 2 | 1 | 0 | 17 | 6  | 5   | +11 |
| Slovenien                                                         | 3  | 1 | 1 | 1 | 7  | 6  | 3   | +1  |
| Nederländerna                                                     | 3  | 1 | 0 | 2 | 11 | 18 | 2   | -7  |
| Japan                                                             | 3  | 1 | 0 | 2 | 7  | 12 | 2   | -5  |
| Inbördes möten avgör placering när två lag hamnar på samma poäng. |    |   |   |   |    |    |     |     |

### Grupp D
| Lag | SP | V | O | F | GM | IM | Pts | MSK |
| --- | -- | - | - | - | -- | -- | --- | --- |
| Italien                                                                                                  | 3  | 3 | 0 | 0 | 17 | 7  | 6   | +10 |
| Polen | 3  | 1 | 1 | 1 | 15 | 10 | 3   | +5  |
| Storbritannien                                                                                           | 3  | 1 | 1 | 1 | 8  | 8  | 3   | ±0  |
| Spanien                                                                                                  | 3  | 0 | 0 | 3 | 7  | 22 | 0   | -15 |
| I första hand avgör inbördes möte placering när två lag hamnar på samma poäng, i andra hand målskillnad. |    |   |   |   |    |    |     |     |

## Slutspel B-divisionen

### Kvartsfinaler
| Datum       | Kvartsfinal 1        | Resultat |
| ----------- | -------------------- | -------- |
| 22 maj 2002 | Ryssland - Slovenien | 9 - 1    |

| Datum       | Kvartsfinal 2     | Resultat |
| ----------- | ----------------- | -------- |
| 22 maj 2002 | Österrike - Polen | 5 - 1    |

| Datum       | Kvartsfinal 3    | Resultat   |
| ----------- | ---------------- | ---------- |
| 22 maj 2002 | Estland - Ungern | 4 - 3 (SD) |

| Datum       | Kvartsfinal 4 | Resultat |
| ----------- | ------------- | -------- |
| 22 maj 2002 | Italien - USA | 6 - 2    |

### Semifinaler
| Datum       | Semifinal 1        | Resultat |
| ----------- | ------------------ | -------- |
| 23 maj 2002 | Ryssland - Italien | 11 - 4   |

| Datum       | Semifinal 2         | Resultat   |
| ----------- | ------------------- | ---------- |
| 23 maj 2002 | Österrike - Estland | 4 - 3 (SD) |

### Bronsmatch
| Datum       | Bronsmatch        | Resultat |
| ----------- | ----------------- | -------- |
| 24 maj 2002 | Italien - Estland | 5 - 2    |

### Final
| Datum       | Final B-VM           | Resultat |
| ----------- | -------------------- | -------- |
| 24 maj 2002 | Ryssland - Österrike | 4 - 2    |